# Sankt Johann in der Haide
Sankt Johann in der Haide, St. Johann in der Haide – gmina w Austrii, w kraju związkowym Styria, w powiecie Hartberg-Fürstenfeld. Do 31 grudnia 2012 należała do powiatu Hartberg.